# Paulo Casé
Paulo Hamilton Casé (Rio de Janeiro, 1931 - Rio de Janeiro, 27 de agosto de 2018) foi um arquiteto e urbanista brasileiro. Paulo foi filho de Graziella Passos Casé e Ademar Casé (radialista pioneiro no Brasil), irmão do diretor de TV Geraldo Casé e do publicitário Maurício Casé, e tio da atriz Regina Casé.
Formado em arquitetura pela Faculdade Nacional de Arquitetura da Universidade do Brasil em 1958, seu estilo é considerado modernista, racional e influenciado pelo arquiteto estadunidense Frank Lloyd Wright. Dentre os projetos de sua autoria, destacam-se os hotéis Hilton, Marriott e Le Méridien (atualmente Iberostar) do Rio de Janeiro, e o prédio Rio Metropolitan. Na área de urbanismo, desenvolveu os projetos do Rio-Cidade dos bairros de Ipanema e Bangu, e da Cidade das Crianças, construída no bairro de Santa Cruz.
Morreu em  27 de agosto de 2018 em consequência de um acidente vascular cerebral (AVC).

## Publicações
- Arenas do Rio - Favela, Relume Dumará: 1996, 122p.
- A Cidade Desvendada: Reflexões e Polêmicas Sobre o Espaço Urbano, Ediouro: 2000, 301p.